# Patacamaya
Patacamaya (ou Patakamaya) est une ville du département de La Paz en Bolivie.
Paracamaya est situé sur l'Altiplano bolivien, à environ 100 km au sud-est de La Paz.
La population était de 20 039 habitants en 2001.